# Valeriana tatamana
Valeriana tatamana är en kaprifolväxtart som beskrevs av Ellsworth Paine Killip. Valeriana tatamana ingår i släktet vänderötter, och familjen kaprifolväxter. Inga underarter finns listade i Catalogue of Life.